# Divisione Folgore
Pour plus de détails, voir Fiche technique et Distribution.
Divisione Folgore est un film de guerre italien sorti en 1954, réalisé par Duilio Coletti, qui présente la résistance des parachutistes italiens lors de la seconde bataille d'El Alamein.

## Synopsis
Été 1942, pendant la seconde Guerre mondiale, des jeunes parachutistes de la Division Folgore, après un entrainement long et fastideux, sont transportés dans le désert de Libye pour couvrir le front italo-allemand. 
Ils croient être envoyés en Méditerranée, à Malte ou en Égypte, et se retrouvent dans le sable, devant se creuser des abris dans le sable pour attaquer des points fortifiés britanniques. 
C'est ainsi qu'est présentée la bataille d'El-Alamein, où ils devront essayer de ralentir la progession des chars de Montgomery. Une fois leur ligne percée, les survivants résistent pendant plusieurs jours dans une lutte inégale contre les forces anglaises écrasantes. Ils seront même mentionnés par Winston Churchill, qui les appelle « Les lions de la Folgore ».

## Fiche technique
- Titre original italien : Divisione Folgore
- Réalisation : Duilio Coletti
- Scénario : Duilio Coletti, Nino Mancini, Ennio De Concini, Marcello Giannini, Alfonso Vicario, Aldo Barni, Marcantonio Bragadin, Oreste Biancoli et Angelo Pannacciò
- Genre : film de guerre
- Durée : 104 min
- Musique : Nino Rota
- Production : Esedra
- Photographie : Luciano Trasatti
- Format d'image : noir et blanc
- Décors : Franco Lolli
- Maquillage : Adimaro Sala
- Pays de production :  Italie
- Langue originale : italien
- Année de sortie : 1954

## Distribution
- Fausto Tozzi : sergent Turchi
- Ettore Manni : capitaine Martini
- Monica Clay : Lucia Martini
- Aldo Bufi Landi : frère Gabriele
- José Jaspe : Mario Salvi
- Beatrice Mancini : Teresa Bardi
- Lea Padovani : fiancée de Salvi
- Marco Vicario : parachutiste
- Mario Girotti : parachutiste au chien

## liens externes
- Ressources relatives à l'audiovisuel :   - AllMovie
  - Cinémathèque québécoise
  - IMDb
  - LUMIERE
  - OFDb
  - The Movie Database